# Team-up

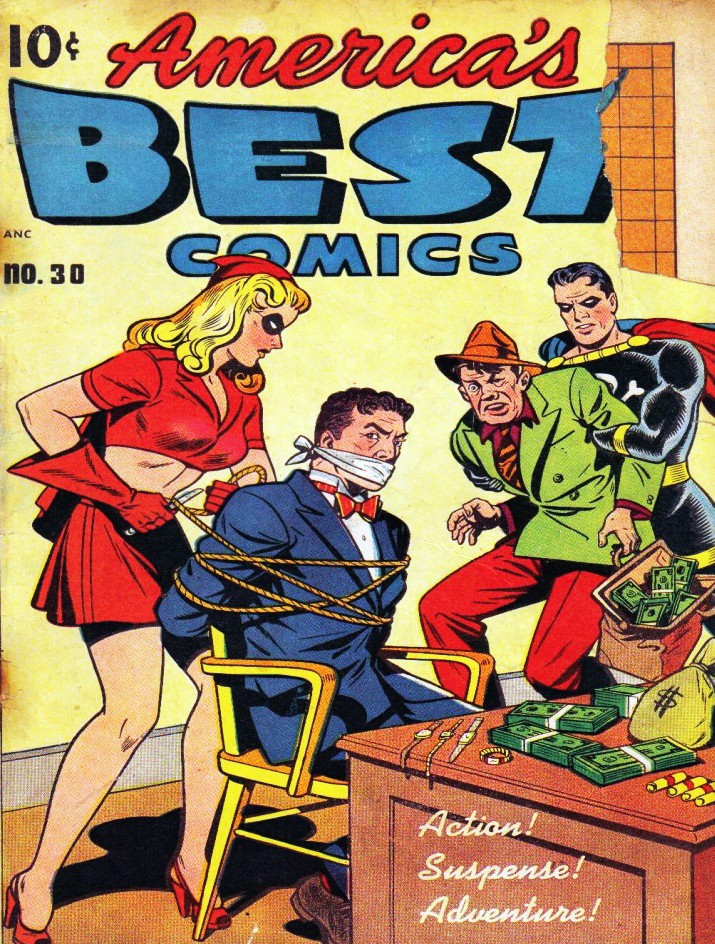
Os heróis Miss Masque e Black Terror na capa de America's Best Comics #30 Abril de 1949

Team Up (em português: União), nas histórias em quadrinhos de Super-herói, é um crossover fictício onde dois ou mais super-heróis ou equipes de super-heróis, que geralmente não aparecem juntos, trabalham juntos em um objetivo comum.

## Visão geral
A primeira união entre personagens publicados em quadrinhos diferentes de uma mesma editora foi publicada em 1940 pela MLJ Comics. Pep Comics #4, de Harry Shorten e Irv Novick, apresentou uma história com o Escudo, que foi continuada em Top Notch Comics #5, de Will Harr e Edd Ashe. Nessa história em quadrinhos, o Escudo conheceu o Mago. A Timely Comics seguiria essa idéia, com uma parceria entre Namor e Tocha Humana. A National Comics Publications levou o conceito de união um passo adiante e criou a Sociedade da Justiça da América, o primeiro grupo de super-heróis, composto por super-heróis que estrelaram suas próprias histórias em quadrinhos. Nos quadrinhos internacionais, o Fantasma se uniu a Zigomar em 1939.
A parceria foi um importante dispositivo narrativo de construção de mundo, que permitiu a criação de um conceito de universo compartilhado.

## Quadrinhos com uniões selecionados
- Green Lantern/Superman: Legend of the Green Flame
- Spawn/Batman
- Superman & Batman - Gerações
- Superman vs. the Amazing Spider-Man
- Superman/Batman
- The Brave and the Bold
- World's Finest Comics

## Em outras mídias
- Batman: The Brave and the Bold
- Ultimate Spider-Man (TV series)